# Daňový rezident
Daňový rezident je takový daňový poplatník, jehož příjmy, ze všech jeho zdrojů na území domácí země i ze zahraničí, podléhají zdanění v domovské zemi. Jedná se o fyzické i právnické osoby.
V různých státech se kritéria liší. Pro fyzické osoby je hlavním kritériem fyzická přítomnost na území státu. Pro právnické osoby (společnosti) je kritériem, kde jsou registrované (místo registrace) nebo kde sídlí jejich vedení. V nějakých státech se pro právnické osoby používají obě kritéria.
Ve smlouvách o zamezení dvojího zdanění se může definice daňového rezidenta lišit od domácích zákonů. Tedy pokud má stát nárok na daň od určité osoby, smlouvy o zamezení dvojího zdanění mohou tento nárok omezit aby se předešlo dvojímu zdanění, tedy aby poplatník neplatil daň ve dvou státech najednou.

## Mezinárodní daňové právo
Smlouvy o zamezení dvojího zdanění většinou používají model OECD. Pokud se jedná o smlouvy s rozvojovými zeměmi, tak se používá model OSN.

### Model OECD a OSN
Model OSN kopíruje model OECD, ale s jednou změnou. Pro právnické osoby přidává kritérium místa registrace. 
Nejdříve se začne s definicí "rezident státu":
1. Pro účely této úmluvy, výraz "rezident státu" znamená jakoukoli fyzickou osobu která, podle zákona daného státu, podléhá zdanění z důvodu jejich sídla, bydliště, místa registrace, sídla vedení nebo jiného kritéria podobné povahy a zároveň zahrnuje i stát jako takový a jakoukoli politickou větev či místní autoritu. Tento výraz ale nezahrnuje jakoukoli osobu, které podléhají zdanění pouze příjmy z tuzemských zdrojů.
Dále se pokračuje s pravidly pro rozhodování pokud více státu má nárok na daň tzv. "tie-breaker". To vede k tomu, že osoba bude brána jako rezident pouze v jednom státě:
2. Pokud z důvodů ustanovených v prvním odstavci je osoba brána jako rezident ve dvou různých státech, její status je rozhodnut takto:
(a) Má se za rezidenta pouze toho státu ve kterém má trvalý domov; pokud má trvalý domov v obou státech, má se za rezidenta pouze toho státu, jehož osobní a ekonomické vzaty jsou blíž(centrum zájmů);
(b) Pokud se nedá určit ve kterém státu je jeho centrum zájmů, nebo pokud nemá trvalý domov ani v jednom z nich, má se za rezidenta pouze toho státu ve kterém má obvyklé bydliště;
(c) Pokud má obvyklé bydliště v obou státech nebo v ani jednom, má se za rezidenta pouze toho státu jehož je občanem;
(d) Pokud je občanem obou států nebo ani jednoho z nich, kompetentní autority těchto států to vyřeší mezi sebou vzájemnou dohodou.

pozn.: Trvalý domov (available permanent home), obvyklé bydliště (habitual abode). Překlady nemusí být přesné, takže trvalým domovem myslíme místo, které má osoba vždy dostupné k přebývání. Může se jednat o dům, byt, nebo i pronajatou místnost, ale musí mu být k dispozici neustále a ne pouze občas. Z této definice je jasné že trvalých domovů může být více. Obvyklé bydliště je místo, kde osoba přebývá a čas, frekvence a pravidelnost pobytu splňují určité podmínky. Opět ale více bydlišť může tyto podmínky splňovat.
3. Pokud z důvodů ustanovených v prvním odstavci je právnická osoba rezidentem dvou států, kompetentní autority těchto států určí dohodou, kterému státu tato osoba náleží jakožto rezident a při tomto rozhodnutí berou v potaz: sídlo vedení, místo registrace nebo vzniku a další relevantní faktory. Pokud k dohodě nedojde, nemá tato osoba nárok na úlevu z daně poskytnutou touto konvencí pouze do toho rozsahu a takového rázu jaké kompetentní autority uznají za vhodné.

## V České republice
Pro fyzické osoby v České republice platí, že daňový rezident je ten poplatník daní, který zde má bydliště a nebo se zde obvykle zdržuje. Bydlištěm rozumíme místo, kde má poplatník stálý byt za okolností, z nichž lze usuzovat jeho úmysl trvale se v tomto bytě zdržovat. Tím, že se zde obvykle zdržuje, myslíme, že zde pobývá alespoň 183 dní v příslušném kalendářním roce (souvisle nebo v několika obdobích). Daňový rezident má daňovou povinnost, která se vztahuje na všechny příjmy (ze zdrojů na území ČR i ze zahraničí). Pro právnické osoby je kritériem, zdali zde mají sídlo nebo místo svého vedení (adresa místa, ze kterého je poplatník řízen) 
Daňový nerezident, je taková osoba, na kterou se nevztahuje předchozí odstavec a má daňovou povinnost pouze na příjmy plynoucí ze zdrojů na území ČR. Poplatníci, kteří se na území České republiky zdržují pouze za účelem studia nebo léčení, jsou daňovými nerezidenty a mají daňovou povinnost, která se vztahuje pouze na příjmy plynoucí ze zdrojů na území České republiky, i v případě, že se na území České republiky obvykle zdržují. 
V České republice definuje pojem daňový rezident Zákon o daních z příjmů (Zákon 586/1992 Sb., § 2 ).

## Ve Spojeném království
Ve Spojeném království je pro právnické osoby rozhodující, zdali zde mají sídlo nebo místo svého vedení. Pro fyzické osoby je podmínka pobytu 183 dní a nebo pokud má ve Spojeném království svůj jediný domov, který vlastnil, měl pronajatý nebo v něm žil alespoň 91 dní dohromady a nebo v něm strávil alespoň 30 dní v kuse.
Fyzická osoba je automaticky nerezidentem pokud strávila ve Spojeném království méně než 16 dní. Nebo pokud pracuje v zahraničí na plný úvazek (v průměru alespoň 35 hodin týdně) a stráví ve Spojeném království méně než 91 dní, ze kterých maximálně 30 bylo stráveno prací.

## V USA
USA se neřídí modelem OECD a OSN, ale má vlastní smlouvy uzavřené s jednotlivými státy, které zamezují dvojímu zdanění. Tyto smlouvy mají stejnou definici rezidenta jako model OECD a OSN a stejně se  tak se rozhoduje, kterého státu bude osoba rezidentem. Co se týče právnických osob je zde ten rozdíl, že pokud je právnická osoba brána jako rezident dvou států, tak výsledkem bude to, že nebude brána jako rezident ani jednoho ze států, dokud státy mezi sebou nedojdou k dohodě. To znamená, že danění příjmů ze zdrojů z USA, respektive druhého státu, pokračuje normálně, dokud se státy nedohodnou. 